# Кути девіації підйомних канатів
Кути́ девіа́ції підйо́мних кана́тів (рос. углы девиации подъемных канатов, англ. fleet(ing) angle, нім. Förderseilablenkungswinkel m) — у гірництві — кути, які утворені струною каната з вертикальною площиною, перпендикулярною до осі вала підйомної машини або до осьової площини шківа; визначаються в похилій площині, дотичній до барабана і шківа.